# John Cullen Award
John Cullen Award bylo každoroční ocenění udělována hráči působícím v IHL, který nejvíce přispěl týmů a překonal nepřízní osudu (zranění, nemoci a další). Ocenění se původně jmenovalo Comeback Player of the Year Award až do roku 1999, poté byla přejmenována po kanadském útočníkovi Johnu Cullenovi, který překonal Non-Hodgkinův lymfom.

## Vítěz
| Comeback Player of the Year Award | Comeback Player of the Year Award | Comeback Player of the Year Award |
| Sezóna                            | Hráč                              | Tým                               |
| --------------------------------- | --------------------------------- | --------------------------------- |
| 1996–97                           | Kevin Smyth                       | Orlando Solar Bears               |
| 1997–98                           | Mike Tomlak                       | Milwaukee Admirals                |
| John Cullen Award                 |                                   |                                   |
| Sezóna                            | Hráč                              | Tým                               |
| 1998–99                           | Jeff Christian                    | Houston Aeros                     |
| 1999–00                           | Steve Larouche                    | Chicago Wolves                    |
| 2000–01                           | Rusty Fitzgerald                  | Manitoba Moose                    |